# ますます!ハイヒール
『ますます!ハイヒール』は、MBSラジオで2005年4月10日から放送が開始された、漫才コンビ・ハイヒールがパーソナリティを務めるラジオ番組である。2009年4月5日放送分までの番組タイトル名は『ピカピカハイヒール』。

## 概要
- 番組の前身は2005年3月まで金曜の昼に放送されていた「ハイヒールの金曜は生で!」で、この番組が放送されている枠は月曜から木曜まで「こんちわコンちゃんお昼ですょ!」が放送されていたが、「コンちゃん」が金曜にも放送されることになったことから、「野村啓司のわたしの歌は茜色」の後継番組として日曜の16:30 - 17:30に「 - 金曜は生で!」をリニューアルする形でスタートした。2007年5月31日の「水野真紀の魔法のレストラン」で、火曜日に収録されていることが紹介された。基本的に録音だが、最近は生放送の頻度を増やしている。
- 2007年4月8日から「上泉雄一の日曜スポーツ宣言!」を16時半から放送（阪神タイガースデーゲーム中継含む。現在この時間は『唐さん・一枝の艶歌でOH!きに』を放送中）するため日曜日の正午～13:00の時間帯に枠移動する。このためこれまで3時間枠だった「日曜出勤生ラジオ」は2時間枠に短縮される。
- 番組は主婦であるハイヒールの2人が、主婦目線から見た最近の世相をぶっちゃけトークで喋りまくる。
- 2009年4月12日より『唐さん・一枝の艶歌でOH!きに』が日曜16時半から移動するため、同年4月11日より土曜13時に移動し、タイトルも『ますます!ハイヒール』と改題された。これに伴い『西靖&桜井一枝のわくわく土曜リクエスト』は13:55からに短縮される。
- 2015年4月からリンゴが『胸いっぱいサミット』（関西テレビ放送）に出演する事に伴い、放送時間が日曜23:30 - 24:30（翌0:30）の時間帯に枠移動する。
- 2018年4月8日から『めっちゃ!祭nine.』が日曜23時半から移動するため、同年4月7日より土曜13:00 - 13:50の時間帯に枠移動する。
- 番組オープニングテーマは、「金曜は生で!」時代から一貫して荒井由実の『ルージュの伝言』のインストゥルメンタルバージョンを使用している。
- プロデューサーは、岡墻正芳。

## 放送時間
ピカピカハイヒール
- 毎週日曜日 12:00 - 13:00（2007年4月8日 - 2009年4月5日）

ますます!ハイヒール
- 毎週土曜日 13:00 - 14:00（2009年4月11日 - 2015年3月28日）
- 毎週日曜日 23:30 - 翌0:30（2015年4月5日 - 2018年4月1日）
- 毎週土曜日 13:00 - 13:50（2018年4月8日 - ）

## 放送作家
- ハスミマサオ　はっさんと呼ばれている　NSC１０期生

## 出演
- ハイヒール
  - モモコ
  - リンゴ
- 亀井希生（毎日放送アナウンサー）

この他、吉本興業所属の芸人がゲストで出演することもある。